# Epidendrum caveroi
Epidendrum caveroi är en orkidéart som beskrevs av David Edward Bennett och Eric Alston Christenson. Epidendrum caveroi ingår i släktet Epidendrum och familjen orkidéer.
Artens utbredningsområde är Peru. Inga underarter finns listade i Catalogue of Life.